# 2.ª Flotilla U-boat
La Segunda Flotilla de Submarinos alemana (En alemán 2. Unterseebootsflottille ), también conocida como la Saltzwedel Flotilla, fue la segunda unidad operativa de submarinos en la Kriegsmarine de la Alemania nazi. Fundada el 1 de septiembre de 1936 bajo el mando del fregattenkapitän Werner Scheer, fue nombrada en honor al Oberleutnant zur See Reinhold Saltzwedel. Saltzwedel fue un comandante de un submarino durante la Primera Guerra Mundial, que murió el 2 de diciembre de 1917 cuando su submarino UB-81 fue hundido por una mina en el canal de la Mancha .
La flotilla tuvo su base en Kiel durante las primeras semanas después de su creación, pero luego se trasladó a Wilhelmshaven, donde permaneció hasta mayo de 1940. En junio de 1940, la flotilla se trasladó a la comuna francesa de Lorient hasta que se disolvió en agosto de 1944.

## Comandantes de flotilla
| Duración                             | Rango            | Comandante     |
| ------------------------------------ | ---------------- | -------------- |
| septiembre de 1936 - julio de 1937   | Fregattenkapitän | Werner Scheer  |
| octubre de 1937 - septiembre de 1939 | Korvettenkapitan | Hans Ibbeken   |
| enero de 1940 - mayo de 1940         | Korvettenkapitan | Werner Hartman |
| mayo de 1940 - julio de 1941         | Korvettenkapitan | Heinz Fisher   |
| agosto de 1941 - enero de 1943       | Korvettenkapitan | Victor Schütze |
| enero de 1943 - octubre de 1944      | Kapitän zur See  | Ernst Kals     |

## Submarinos asignados a la flotilla

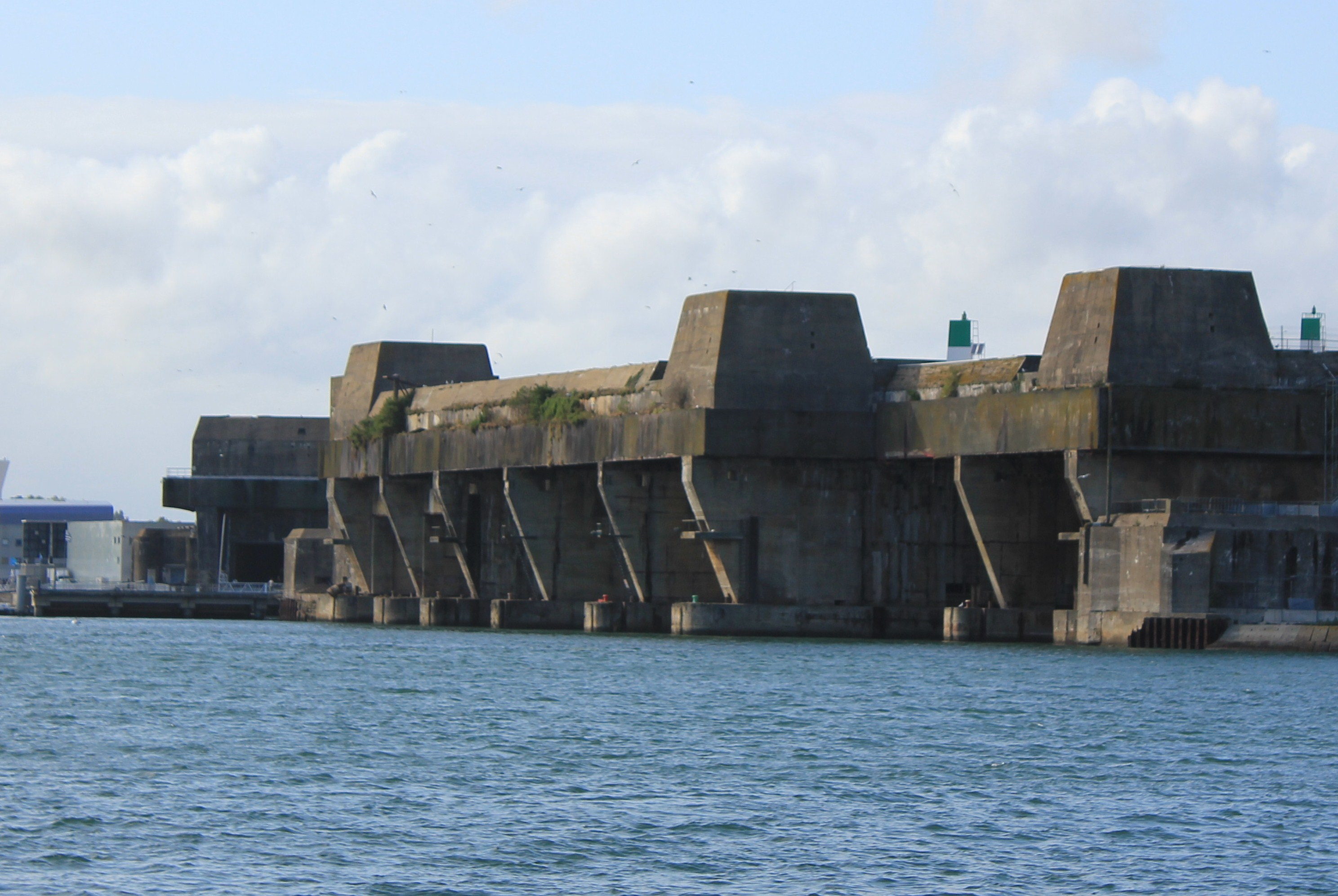
Pluma de submarinos Keroman I en Lorient.

| U-25   | U-26   | U-27   | U-28   | U-29   | U-30  | U-31  |
| U-32   | U-33   | U-34   | U-35   | U-36   | U-37  | U-38  |
| U-41   | U-43   | U-44   | U-64   | U-65   | U-66  | U-67  |
| U-68   | U-103  | U-104  | U-105  | U-106  | U-107 | U-108 |
| U-109  | U-110  | U-111  | U-116  | U-117  | U-122 | U-123 |
| U-124  | U-125  | U-126  | U-127  | U-128  | U-129 | U-130 |
| U-131  | U-153  | U-154  | U-156  | U-157  | U-161 | U-162 |
| U-168  | U-173  | U-183  | U-184  | U-189  | U-190 | U-191 |
| U-193  | U-501  | U-502  | U-503  | U-504  | U-505 | U-507 |
| U-518  | U-519  | U-520  | U-521  | U-522  | U-531 | U-532 |
| U-534  | U-536  | U-538  | U-545  | U-547  | U-548 | U-801 |
| U-802  | U-841  | U-842  | U-843  | U-856  | U-858 | U-868 |
| U-1223 | U-1225 | U-1226 | U-1227 | U-1228 |       |       |